# Hans Kammler
Hans Kammler (26 de agosto de 1901 Stettin, Império Alemão — 1945 (44 anos)[presumido]), foi um SS-Obergruppenführer responsável por projetos de engenharia civil nazistas e seus programas de armas ultrassecretos. Ele supervisionou a construção de vários campos de concentração nazistas antes de ser encarregado dos programas de jatos e foguetes V-2 no final da Segunda Guerra Mundial. Kammler desapareceu em maio de 1945, durante os últimos dias da guerra. Tem havido muita conjectura sobre seu destino.

## Vida pregressa
Kammler nasceu em Stettin, Império Alemão (agora Szczecin, Polônia). Em 1919, depois de se voluntariar para o serviço militar, ele serviu no Rossbach Freikorps. De 1919 a 1923, ele estudou engenharia civil na Technische Hochschule der Freien Stadt Danzig e Munique e obteve seu doutorado em engenharia (Dr. Ing.) em novembro de 1932, após alguns anos de trabalho prático na administração local de edifícios.

## Partido Nazista
Em 1931, Kammler ingressou no Partido Nazista (NSDAP), onde ocupou vários cargos administrativos depois que o governo nazista chegou ao poder em 1933. Inicialmente, ele foi chefe do departamento de construção do Ministério da Aviação. Ele ingressou na SS em 20 de maio de 1933. Em 1934, ele estava servindo ao Ministério do Reich como líder da Reichsbund der Kleingärtner und Kleinsiedler (federação do Reich de jardineiros e pequenos proprietários de casas).
Comprometidos com a causa nazista, engenheiros como Kammler "não viam contradição entre as noções de sangue e solo e os métodos de organização e tecnologia modernos". O historiador Michael Thad Allen argumenta que Kammler queria colocar "os melhores meios de organização moderna" à disposição dos nazistas, pois acreditava que o nacional-socialismo era um "catalisador necessário" para a construção moderna. Para Kammler, os conceitos de "tecnologia moderna, organização e ideologias da supremacia alemã" estavam todos interligados.

## Campos de concentração
Antes de ingressar na organização de Oswald Pohl no Escritório Principal Econômico e Administrativo da SS (WVHA), Kammler já havia assessorado o Escritório de Raça e Liquidação da SS como consultor. Em junho de 1941, ingressou na Waffen-SS. Devido ao desejo de Himmler de aumentar o ritmo e a escala das atividades de construção da SS, Kammler foi liberado como consultor no Reichskommissariat para o Reforço da Alemanha, para que suas competências técnicas e gerenciais pudessem ser exploradas. Na pessoa de Kammler, Allen escreve, "a competência tecnológica e o extremo fanatismo nazista coexistiram no mesmo homem". Até Albert Speer - o principal arquiteto de Hitler - passou a temer Kammler e o colocou entre "os capangas mais brutais e implacáveis de Himmler". Kammler era conhecido por escrutinar a educação de seus subordinados, bem como seu compromisso ideológico com o nacional-socialismo, que ele incluiu em suas atribuições e promoções.
Imediatamente após ser designado para a WVHA, Kammler tornou-se vice de Pohl, onde trabalhou com o SS-Gruppenführer Richard Glücks do Escritório D (Inspeção dos Campos de Concentração), e também foi nomeado Chefe do Escritório C, que projetou e construiu todos os campos de concentração e extermínio. Em 26 de setembro de 1941, poucos dias após o anúncio do plano para Majdanek, Kammler ordenou a construção do maior dos campos de Auschwitz. Em 19 de dezembro de 1941, Kammler atualizou Himmler sobre o lento progresso tanto em Auschwitz-Birkenau quanto em Majdanek, observando que a construção foi atrasada devido ao clima frio, falta de materiais e mão de obra insuficiente. No final de março de 1942, a deportação em massa sistemática de judeus para Auschwitz havia começado.
O historiador Nikolaus Wachsmann afirma que Kammler "esteve intimamente envolvido em todos os principais projetos de construção em Auschwitz". Por exemplo, em sua capacidade dentro da WVHA, Kammler supervisionou a instalação de instalações de cremação mais eficientes em Auschwitz-Birkenau, quando os nazistas o converteram em um campo de extermínio. Sob a supervisão de Kammler, novos crematórios foram planejados em agosto de 1942 em Birkenau para facilitar a queima de até cento e vinte mil cadáveres por mês.

## Projetos de armas secretas

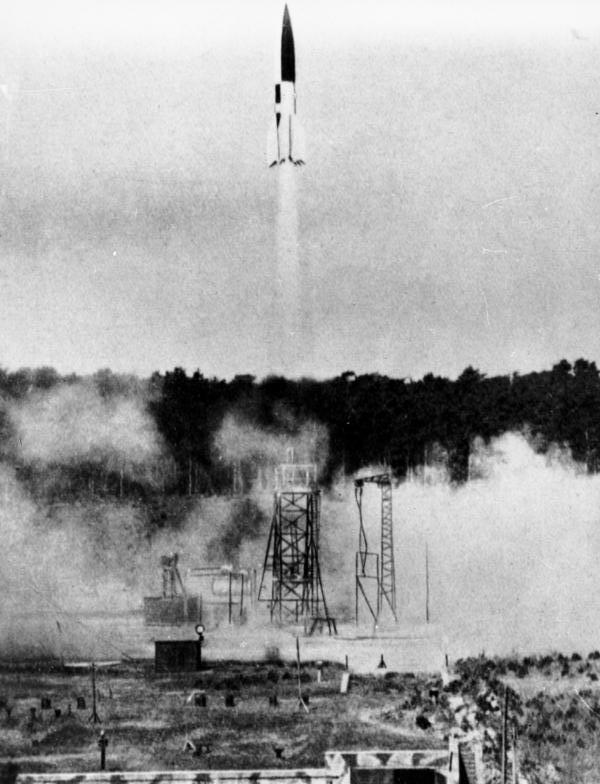
Um V-2 lançado de um local fixo
no verão de 1943.

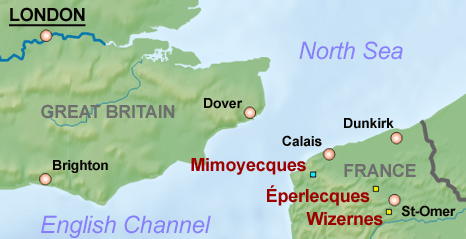
Mapa de Pas-de-Calais e sudeste da Inglaterra mostrando a localização de Éperlecques e outros locais importantes de armas-V.

Depois que a RAF bombardeou com sucesso as instalações de produção de foguetes em Peenemünde em agosto de 1943, o Ministério de Armamentos e Produção de Guerra do Reich, Albert Speer, recomendou a transferência da produção de foguetes V-2 para o subsolo. Hitler imediatamente concordou com Speer, e os dois decidiram que a SS, com sua oferta massiva de mão de obra escrava, era a mais adequada para essa tarefa. Como chefe de construção da SS, Kammler foi escolhido para supervisionar o projeto - junto com os representantes Gerhard Degenkolb e Karl Maria Hettlage do ministério de Speer - que começou em uma enorme instalação de armazenamento de combustível na Turíngia sob a Mittelwerke GmbH.
No final de agosto de 1943, Kammler tinha um destacamento considerável de internos do campo de concentração de Buchenwald trabalhando na nova instalação subterrânea, e antes do final do ano havia tantos trabalhadores escravos que outra instalação (campo de concentração de Mittelbau-Dora) teve que ser construída. estabelecida. Os projetos de armas secretas pelos quais Kammler recebeu responsabilidade incluíam a fabricação do Messerschmitt Me 262 e do V-2, que Kammler - em um esforço de construção de brutalidade e velocidade implacáveis - colocou em produção antes do final de 1943. Os túneis e armas foram construídos em condições horríveis pelos trabalhadores escravos de Mittelbau-Dora. A pesquisa descobriu que das 60.000 pessoas que passaram pelo campo de Mittelbau-Dora, cerca de 10.000 morreram produzindo apenas o V2, o que é o dobro dos cerca de 5.000 mortos pelo sistema de armas na Grã-Bretanha e na Bélgica juntas. Mais de 20.000 morreram em Mittelbau-Dora no total durante a existência do campo. A atitude de Kammler em relação aos prisioneiros foi de total indiferença, tendo uma vez exclamado: "Não se preocupem com as vítimas. O trabalho deve prosseguir no menor tempo possível".
Speer fez de Kammler seu representante para "tarefas especiais de construção", esperando que Kammler se comprometesse a trabalhar em harmonia com o principal comitê de construção do ministério. Mas em março de 1944, Kammler fez com que Göring o nomeasse como seu delegado para "edifícios especiais" no programa de aviões de caça, o que o tornou um dos gerentes mais importantes da economia de guerra e roubou de Speer grande parte de sua influência.
Kammler também esteve envolvido em uma tentativa de terminar o Blockhaus d'Éperlecques perto de Saint-Omer, Pas-de-Calais, no norte da França. O bunker fortificado deveria ser usado como base de lançamento do V-2, mas foi abandonado em setembro de 1944 antes de ser concluído.
Em março de 1944, Himmler convenceu Adolf Hitler a colocar o projeto V-2 diretamente sob o controle da SS. Em 8 de agosto, Kammler substituiu Walter Dornberger como seu diretor, assumindo o comando e controle das operações do V-2. Os primeiros foguetes foram lançados de um local perto de Haia contra Londres em 8 de setembro de 1944. Em 31 de janeiro de 1945, Hitler nomeou Kammler chefe de todos os projetos de mísseis, mas nessa época a falta de explosivos era crítica e o programa estava diminuindo.
Em março de 1945, Hitler retirou Göring de seus poderes sobre suporte, manutenção e abastecimento de aeronaves e transferiu essas funções para Kammler. Isso culminou, no início de abril, com Kammler sendo elevado a "plenipotenciário geral do Führer para aeronaves a jato".

### Massacre da Floresta de Arnsberg
No final de março de 1945, Kammler ordenou que a "Divisão ZV" (em alemão"Division zur Vergeltung"), unidades que operavam os foguetes V-2, executasse trabalhadores forçados e suas famílias (200 homens, mulheres e crianças) depois que seu carro foi assaltado em uma estrada movimentada no Sauerland. Foi relatado que Kammler sentiu que estava sob alguma "vaga ameaça", então "essa ralé deveria ser eliminada". As mortes coincidiram com a evacuação das unidades V-2 devido ao avanço dos Aliados na Alemanha.

## Desaparecimento e possível destino
Em 1º de abril de 1945, Kammler ordenou a evacuação de 500 técnicos de mísseis para a Fortaleza Alpina dos nazistas. Como o último V-2 na frente ocidental foi lançado no final de março, em 5 de abril Kammler foi encarregado pelo Oberkommando der Wehrmacht de comandar a defesa da área de Nordhausen. No entanto, ao invés de defender os trabalhos de construção do míssil, ele imediatamente ordenou a destruição de todo o "equipamento especial V-1" no local de armazenamento de Syke.
Nas semanas finais da guerra na Europa, os movimentos de Kammler tornaram-se incompletos e contraditórios. Wernher von Braun disse que Kammler estava em Oberammergau, Baviera, em abril de 1945. O cientista de foguetes nazista relatou mais tarde ter ouvido uma discussão entre Kammler e seu ajudante de campo, na qual Kammler disse que planejava se esconder na vizinha Abadia de Ettal. Kammler e seus seguidores então deixaram a cidade, de acordo com von Braun. Outra evidência das atividades de Kammler é um telégrafo de Kammler para Speer, Himmler e Göring em 16 de abril, informando-os sobre a criação de um "centro de mensagens" em Munique e a nomeação de um representante-chefe para a construção do Messerschmitt Me 262. Em Em 20 de abril, ele teria chegado com um grupo de técnicos ao Kommandostelle de Himmler, perto de Salzburgo. Em 23 de abril, Kammler enviou uma mensagem de rádio ao gerente de seu escritório em Berlim, ordenando-lhe que organizasse a destruição imediata do "equipamento V-1 perto de Berlim" e depois fosse para Munique.
Um diário de guerra, relacionado à rendição da cidade turística de montanha Garmisch-Partenkirchen às tropas aliadas, menciona Kammler e sua equipe. Dizia que Kammler e sua equipe de cerca de 600 pessoas, com carros e caminhões de "boa qualidade", chegaram a Oberammergau (norte de Garmisch-Partenkirchen) em 22 de abril de 1945, mas sua chegada foi mal recebida pelas autoridades locais, que tiveram várias discussões com Kammler. ele mesmo. Esses conflitos são referenciados nas entradas de 23 e 25 de abril. A última referência, envolvendo apenas a "equipe" de Kammler, ocorre na noite de 28 de abril - um Oberleutnant Burger relata que eles partiram na mesma noite em que as forças americanas começaram a entrar em Oberammergau.
No final de abril / início de maio, Kammler estava supostamente na Villa Mendelssohn em Ebensee, local de um dos projetos atribuídos a ele. Em 4 de maio, ele ordenou a transferência imediata do escritório de Ebensee para Praga.
Em uma declaração juramentada em 16 de outubro de 1959, o motorista de Kammler, Kurt Preuk, afirmou que a data da morte de Kammler foi "cerca de 10 de maio de 1945", mas que ele não sabia a causa da morte. Em 7 de setembro de 1965, Heinz Zeuner (um assessor de Kammler durante a guerra), afirmou que Kammler havia morrido em 7 de maio de 1945 e que seu cadáver havia sido observado por Zeuner, Preuk e outros. Todas as testemunhas oculares consultadas estavam certas de que a causa da morte foi envenenamento por cianeto. Em seus relatos sobre os movimentos de Kammler, Preuk e Zeuner afirmaram que ele deixou Linderhof perto de Oberammergau em 28 de abril de 1945 para uma conferência de tanques em Salzburgo e depois foi para Ebensee (onde os trilhos dos tanques eram fabricados). De acordo com Preuk e Zeuner, ele voltou de Ebensee para visitar sua esposa na região do Tirol, quando deu a ela dois comprimidos de cianeto. No dia seguinte, 5 de maio, por volta das 4h, ele teria partido do Tirol para Praga.
Em um livro de 1969, "Wernher von Braun: Mein Leben für die Raumfahrt", o autor Bernd Ruland afirmou que Kammler chegou a Praga de avião em 4 de maio de 1945, após o que ele e 21 homens da SS defenderam um bunker contra um ataque de mais de 500 combatentes da resistência tcheca em 9 de maio. Durante o ataque, um dos ajudantes de campo de Kammler atirou em Kammler para evitar sua captura. Esta versão pode ser atribuída a Walter Dornberger, que por sua vez teria ouvido de testemunhas oculares.

### Conclusão oficial
Em 9 de julho de 1945, a esposa de Kammler fez uma petição para que ele fosse declarado morto em 9 de maio de 1945. Ela forneceu uma declaração do motorista de Kammler, Kurt Preuk, segundo a qual Preuk viu pessoalmente "o cadáver de Kammler e esteve presente em seu enterro" em 9 de maio de 1945. O Tribunal Distrital de Berlin-Charlottenburg decidiu em 7 de setembro de 1948 que sua morte foi oficialmente estabelecida em 9 de maio de 1945.
Tanto Preuk quanto Zeuner mantiveram sua versão dos eventos quando entrevistados na década de 1990. Algum apoio para esta versão dos eventos veio de cartas escritas por Ingeborg Alix Prinzessin zu Schaumburg-Lippe, uma mulher membro do SS-Helferinnenkorps para a esposa de Kammler em 1951 e 1955. Nelas, ela afirmou que Kammler havia se despedido dela em 7 Maio de 1945 em Praga, afirmando que os americanos estavam atrás dele, fizeram-lhe ofertas, mas ele recusou e eles não iriam "pegá-lo vivo".

## Buscas pós-guerra
As forças de ocupação dos EUA conduziram várias investigações sobre o paradeiro de Kammler, começando com o quartel-general do 12º Exército ordenando um inventário completo de todo o pessoal envolvido na produção de mísseis em 21 de maio de 1945. Isso resultou na criação de um arquivo para Kammler, afirmando que ele possivelmente estava em Munique. O CIC observou que ele havia sido visto pouco antes da chegada das tropas americanas em Oberjoch.
O Subcomitê de Objetivos de Inteligência Combinada (CIOS) em Londres ordenou uma busca por ele no início de julho de 1945. Membros do 12º Exército responderam que ele foi visto pela última vez em 8 ou 9 de abril na região de Harz. Em agosto, o nome de Kammler entrou na "Lista 13" da ONU para criminosos de guerra nazistas. Somente em 1948 o CIOS recebeu a informação de que Kammler teria fugido para Praga e cometido suicídio. As plantas originais dos principais projetos de Kammler foram posteriormente encontradas na propriedade pessoal de Samuel Goudsmit, o líder científico da Missão Alsos.
Um relatório do CIC de abril de 1946 listou Kammler entre os oficiais da SS conhecidos por estarem fora da Alemanha e considerados de interesse especial para o CIC. Em meados de julho de 1945, o chefe do escritório Gmunden CIC, major Morrisson, entrevistou um alemão não identificado sobre a questão de uma conta numerada associada a canteiros de obras para produção de aviões e mísseis anteriormente administrados pela SS. Um relatório publicado anos depois, no final de 1947 ou início de 1948, afirmava que apenas Kammler e duas outras pessoas tinham acesso à conta. O relatório também disse que "logo após a ocupação, Hans Kammler apareceu no CIC Gmunden e fez uma declaração sobre as operações em Ebensee". As notas do CIC sobre a entrevista não dão nome, mas o entrevistado deve ter sido uma das três pessoas com acesso à conta. Além de Kammler, um era conhecido por ter deixado a Áustria em maio de 1945, o outro estava em um campo de prisioneiros de guerra em julho.
Em 1949, um relatório escrito por um certo Oskar Packe sobre Kammler foi arquivado pelo escritório de desnazificação dos Estados Unidos em Hesse. O relatório afirmava que Kammler havia sido preso pelas tropas americanas em 9 de maio de 1945 na fábrica da Messerschmitt em Oberammergau. No entanto, Kammler e alguns outros altos funcionários da SS conseguiram escapar na direção da Áustria ou da Itália. Packe não acreditou nos relatos sobre suicídio, pois estes foram contrariados "pelas informações detalhadas do CIC" sobre prisão e fuga.
Donald W. Richardson (1917–1997) um ex-agente especial da OSS envolvido na Missão Alsos, afirmou ser "o homem que trouxe Kammler para os Estados Unidos". Pouco antes de morrer, Richardson teria contado a seus filhos sobre sua experiência durante e após a guerra, incluindo a Operação Paperclip. Segundo eles, Richardson afirmou ter supervisionado Kammler até 1947. Kammler foi supostamente "internado em um local de segurança máxima, sem esperança, sem piedade e sem ver a luz do dia até que se enforcou". Em 2019, o Woodrow Wilson International Center for Scholars publicou evidências de que Kammler foi realmente capturado e entrevistado por americanos em maio de 1945 na Alemanha; no entanto, nenhuma das evidências comprovou sua permanência e posterior suicídio nos Estados Unidos, como afirmou Richardson.